# The Byrds
The Byrds (укр. Птахи) — американський рок-гурт, один із найвпливовіших ансамблів 1960-х років.
Вважається одним з основоположників фольк-року (поряд з Бобом Діланом, що також зробив значний впив на психоделічний рок). Створений у 1964 році в Лос-Анджелесі Роджером Макгінном, Девідом Кросбі та Джином Кларком. Особливу популярність The Byrds мали серед хіпі. Найбільший хіт гурту — «Turn! Turn! Turn!» — став одним із гімнів руху flower power. Гурт працював до початку 1970-х років, коли розпався через конфлікт між учасниками.

## Дискографія
1965 Mr. Tambourine Man
1965 Turn! Turn! Turn!
1966 Fifth Dimension
1967 Younger Than Yesterday
1968 The Notorious Byrd Brothers
1968 Sweetheart of the Rodeo
1969 Dr. Byrds & Mr. Hyde
1969 Live at the Fillmore West February 1969
1969 Ballad of Easy Rider
1970 Untitled
1971 Byrdmaniax
1971 Farther Along
1973 The Byrds